# Cyryl (Bojović)
Cyryl, imię świeckie Milan Bojović (ur. 4 lutego 1969 w Titogradzie) – serbski duchowny prawosławny, od 2018 biskup Buenos Aires.

## Życiorys
Jest piątym dzieckiem Radula i Zorki Bojoviciów. Ukończył studia matematyczne na Wydziale Matematyczno-Przyrodniczym Uniwersytetu w Podgoricy w 1992 r. Od 1993 do 2000 r. pracował na tejże uczelni jako asystent. W 1996 r. uzyskał stopień naukowy doktora.
W 2000 r. zrezygnował z pracy naukowej i wstąpił do monasteru Narodzenia Matki Bożej w Cetyni jako posłusznik. 11 czerwca 2004 r. tamże został postrzyżony na mnicha przez metropolitę Czarnogóry i Przymorza Amfilochiusza, przyjmując imię zakonne Cyryl na cześć św. Cyryla, nauczyciela Słowian. W tym samym roku metropolita Amfilochiusz wyświęcił go na hierodiakona, zaś 21 maja 2006 – na hieromnicha. W latach 2005–2008 studiował na Moskiewskiej Akademii Duchownej, uzyskując stopień kandydata nauk teologicznych.
Od 2009 r. był wychowawcą w seminarium duchownym św. Piotra Cetyńskiego w Cetyni, a następnie także wykładowcą Nowego Testamentu w tejże szkole. Metropolita Amfilochiusz, pełniący obowiązki administratora eparchii Ameryki Południowej i Środkowej, uczynił go swoim przedstawicielem.
30 czerwca 2013 uzyskał godność archimandryty. 26 maja 2016 r. został nominowany na biskupa dioklejskiego, wikariusza metropolii Czarnogóry i Przymorza. Jego chirotonia biskupia odbyła się 31 lipca tego samego roku w soborze Zmartwychwstania Pańskiego w Podgoricy, pod przewodnictwem patriarchy serbskiego Ireneusza. 10 maja 2018 r. mianowano go biskupem Buenos Aires.
Jest obywatelem Czarnogóry, deklaruje narodowość serbską.